# ساحة العوران (القطن)
'

تعديل مصدري - تعديل

ساحة العوران هي إحدى قرى عزلة القطن بمديرية القطن التابعة لمحافظة حضرموت، بلغ تعداد سكانها 94 نسمة حسب تعداد اليمن لعام 2004.